# Detlev Mares
Detlev Mares (* 1965 in Trier) ist ein deutscher Historiker und Hochschullehrer.

## Leben
Mares studierte von 1986 bis 1992 die Fächer Geschichte, Politikwissenschaft und Philosophie an der Universität Trier und schloss das Studium mit dem Ersten Staatsexamen ab. 1989/1990 verbrachte er einen Studienaufenthalt an der University of Aberdeen und 1992/1993 erwarb er einen Master of Arts an der University of Warwick. 1994/1995 hatte er einen Forschungsaufenthalt an der London School of Economics. Seit 1997 arbeitet er an der Technischen Universität Darmstadt. Im Jahr 2000 wurde er an der Universität zu Köln promoviert. Er ist seit 2001 Akademischer Rat am Institut für Geschichte der TU Darmstadt.
Mares forscht und unterrichtet zur englischen Geschichte des 19./20. Jahrhunderts, zur Geschichtsdidaktik und zur politischen Kulturgeschichte.

## Schriften (Auswahl)
Monographien
- Margaret Thatcher. Die Dramatisierung des Politischen. Gleichen/Zürich 2014, 2. aktualisierte Auflage 2018 (= Persönlichkeit und Geschichte. Bd. 171).
- Auf der Suche nach dem „wahren“ Liberalismus. Demokratische Bewegung und liberale Politik im viktorianischen England. Berlin 2002 (= Arbeitskreis deutsche England-Forschung. Bd. 45).

Sammelbände
- Mit Miriam Grabarits: Umweltgeschichte. Frankfurt am Main 2023 (= Fundus. Quellen für den Geschichtsunterricht).
- Mit Nicolai Hannig: Krise! Wie 1923 die Welt erschütterte. Darmstadt 2022.
- Mit Sebastian Haumann, Martin Knoll: Concepts of Urban-Environmental History. Bielefeld 2020 (= Environmental and Climate History. Bd. 1).
- Mit Dieter Schott: Das Jahr 1913. Aufbrüche und Krisenwahrnehmungen am Vorabend des Ersten Weltkriegs. Bielefeld 2014 (= Histoire. Bd. 65).
- Mit Noyan Dinçkal, Christof Dipper: Selbstmobilisierung der Wissenschaft. Technische Hochschulen im „Dritten Reich“. Darmstadt 2010.